# Bărbulețu
Bărbulețu é uma comuna romena localizada no distrito de Dâmbovița, na região de Muntênia. A comuna possui uma área de 24.66 km² e sua população era de 2086 habitantes segundo o censo de 2007.